# Der Meisterboxer (1924)
Der Meisterboxer (Originaltitel: Winner Take All) ist ein US-amerikanischer Stummfilmwestern aus dem Jahr 1924 von W. S. Van Dyke mit Buck Jones in der Hauptrolle. Der Film wurde von der Fox Film Corporation produziert und basiert auf dem Roman Winner Take All von Larry Evans.

## Handlung
Als Perry Blair von seinem Vorarbeiter wegen einer Schlägerei gefeuert wird, stellt ihn der Boxpromoter Charles Dunham ein und bringt ihn in den Osten, um in den Boxring zu steigen. Perry wird ein Starboxer, bricht jedoch seinen Vertrag und kehrt nach Hause zurück, als er angewiesen wird, einen betrügerischen Kampf zu bestreiten.
Einige Zeit später kommt Dunham wieder in den Westen und engagiert Perry für einen weiteren Kampf auf der Grundlage Alles oder Nichts. Der Gewinner bekommt alles, der Verlierer nichts. Perry gewinnt den Kampf und zudem das Herz von Cecil Manners, die ihn für einen Feigling gehalten hat.

## Hintergrund
Da keine Kopien der sechs Filmrollen existieren, gilt der Film als verschollen.

## Veröffentlichung
Die Premiere des Films fand am 12. Oktober 1924 statt. 1925 kam er in Österreich in die Kinos.